# CarX Drift Racing 2
CarX Drift Racing 2 es un videojuego de carreras de drift desarrollado y publicado por CarX Technologies para Android e iOS. Fue lanzado el 26 de octubre de 2018. Es la tercera entrega de la serie CarX.

## Jugabilidad
CarX Drift Racing 2 es un juego de carreras en el que el principal objetivo no es atravesar la línea de meta en primera posición, sino con la mayor cantidad de puntos posibles. Y los puntos se consiguen haciendo derrapes.
En las opciones de configuración se puede elegir entre tres modos de control distintos. Se puede utilizar el clásico volante virtual, los botones táctiles, y el control con acelerómetro. Este último modo de control permite inclinar el dispositivo como si se tratase del volante del coche. También se puede cambiar la cámara desde la que se ve el vehículo, pudiendo elegir tanto entre varias desde fuera del vehículo, como una dentro del coche.
En total se pueden desbloquear más de treinta vehículos distintos, aunque tan solo se tiene uno al empezar. Además, se pueden 'tunear' los coches a gusto del jugador, pudiendo incluso aplicar docenas de vinilos en la carrocería de cada vehículo. Se tiene total libertad a la hora de aplicar vinilos.
CarX Drift Racing cuenta con varios modos de juego y más de media docena de circuitos distintos. Se puede jugar tanto en solitario, como en competiciones contra otros jugadores a través de Internet.